# Pagodesmus biporus
Pagodesmus biporus är en mångfotingart som beskrevs av Carl 1932. Pagodesmus biporus ingår i släktet Pagodesmus och familjen fingerdubbelfotingar. Inga underarter finns listade i Catalogue of Life.